# Iglesia de Nuestra Señora del Carmen (Gátchina)
La Iglesia de Nuestra Señora del Carmen (en ruso: Церковь Пресвятой Девы Марии Кармельской ) es una iglesia católica situada en Gátchina, cerca de San Petersburgo al noroeste de Rusia.
La parroquia católica de Gátchina decidió construir una iglesia dedicada a la Virgen del Carmen en 1906. El proyecto se asignó a Lev Shishkó, y la construcción continúo hasta 1911 con la colaboración de Piotr Trífanov, Leonid Jarlámov y Aleksandr Barýshnikov. La iglesia neogótica fue consagrada por el obispo Jan Cieplak el 13 de noviembre de 1911, y dependía de la Iglesia de Santa Catalina de San Petersburgo. Se cierra en 1937 durante el gobierno comunista, y esto se confirmó en 1939, para convertirse en una panadería y después de la guerra, donde quedó muy dañada en un garaje.
La parroquia católica de Gátchina renació en 1992 y se reunió en una sala alquilada. La iglesia volvió a la parroquia en 1994, pero las primeras misas se llevan a cabo en el año 1996, y episódicamente, pues la iglesia no está preparada para acoger a los fieles allí. La parroquia está dirigida por un sacerdote salesiano que ayuda a las monjas que cuidan a un hogar para niños en Gátchina.

Hoy en día la iglesia está abandonada y está siendo demolida poco a poco.

## Referencias

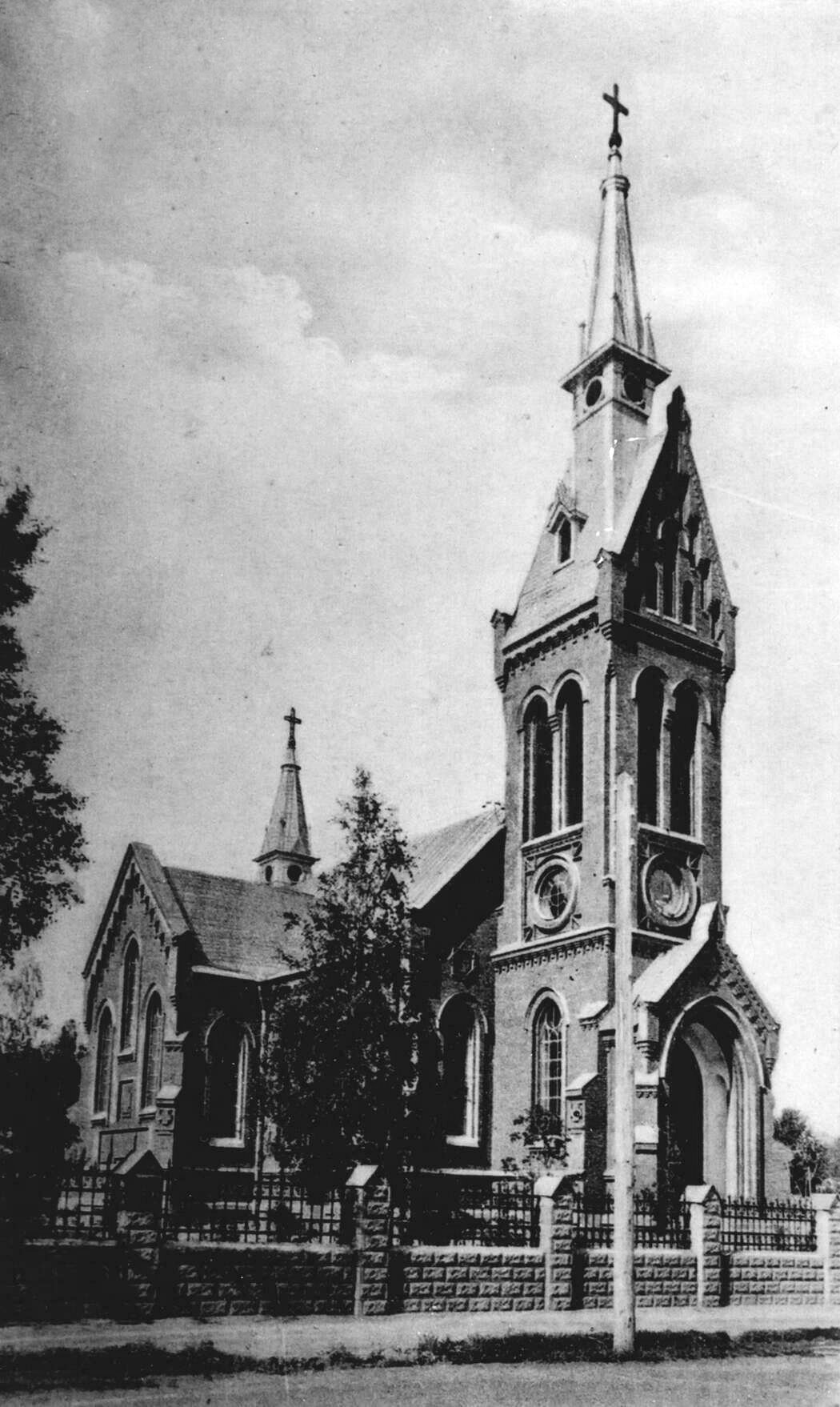
El templo en los años 1910